# Powierzchnia (budownictwo)
W budownictwie pod pojęciem powierzchni rozumie się:
- powierzchnia całkowita budynku (Pc) – jest sumą powierzchni całkowitych wszystkich kondygnacji budynku. Jako kondygnacja mogą być traktowane kondygnacje znajdujące się całkowicie lub częściowo poniżej poziomu terenu, kondygnacje powyżej poziomu terenu, poddasza, tarasy, tarasy na dachach, kondygnacje techniczne i kondygnacje magazynowe[1][2];
- powierzchnię mieszkalną (Pm) – powierzchnię pokoi na wszystkich kondygnacjach;
- powierzchnię użytkową (Pu) – powierzchnię pomieszczeń, na wszystkich kondygnacjach, służących do zaspokajania potrzeb związanych z przeznaczeniem budynku, a więc pokoi, kuchni, łazienek, piwnic itp,  z wyjątkiem klatek schodowych i szybów dźwigowych.. Przy czym powierzchnię użytkową na poddaszu liczy się następująco: powierzchnię o wysokości powyżej 2,20m liczy się w 100%, powierzchnię o wysokości od 1,40m do 2,20m w 50%, natomiast powierzchni o wysokości poniżej 1,40m nie wlicza się[potrzebny przypis]; Polska Norma PN-70/B-02365 „Powierzchnia budynków. Podział, określanie i zasady obmiaru” obowiązywała powszechnie do 1999 roku. Norma ta została wycofana przez Polski Komitet Normalizacyjny ze zbioru norm po ustanowieniu normy PN-ISO 9836:1997 „Właściwości użytkowe w budownictwie. Określanie i obliczanie wskaźników powierzchniowych i kubaturowych" - norma została zastąpiona normą PN-ISO 9836:2015-12 - "Właściwości użytkowe w budownictwie -- Określanie i obliczanie wskaźników powierzchniowych i kubaturowych".[3]
- powierzchnię zabudowy (Pz) – powierzchnię rzutu poziomego budynku mierzoną po zewnętrznym obrysie ścian kondygnacji przyziemnej lub nadziemnej w przypadku, gdy jej obrys występuje poza obrys kondygnacji przyziemnej.